# Церква Вознесіння Господнього (Улюч)
Церква Вознесіння Господнього — пам'ятка дерев'яної сакральної архітектури XVI-XVII ст. в с. Улюч Березівського повіту в Підкарпатському воєводстві, Польща. На сьогоднішній день храм не діючий і належить до Музею народної архітектури у Сяноці.

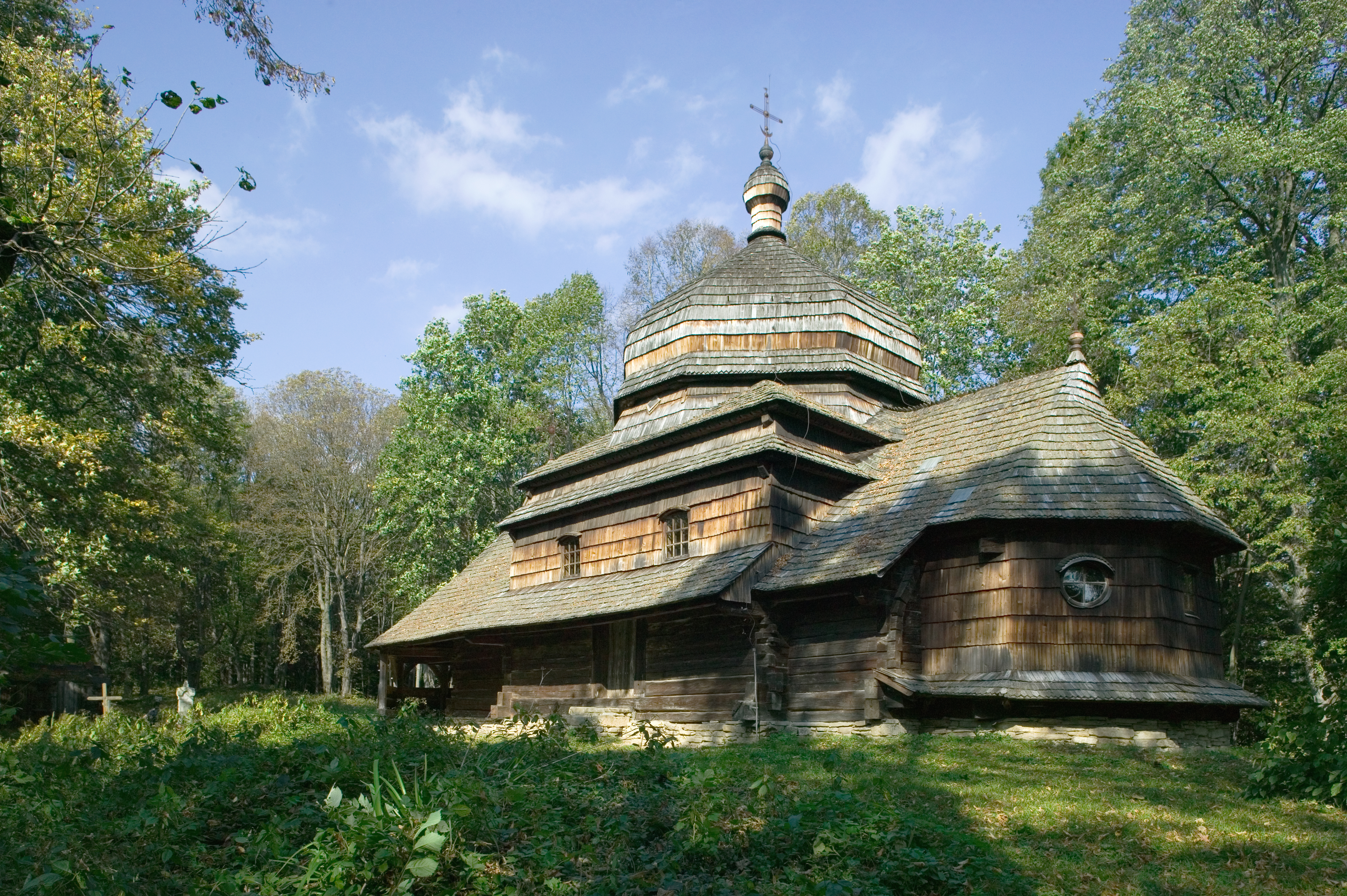
Церква Вознесіння Господнього у селі Улюч

## Історія
Церква закладена у 1510—1517 роках. Донедавна її вважали найдавнішою церквою на цих теренах, але дендрологічний аналіз показав, що дерево, з якого збудували дану будівлю, зрубали 1658 року. Тепер вона є третьою церквою по давності після церкви Св. Параскеви (1580) у селі Радружі (внесена до списку Світової спадщини ЮНЕСКО) та церкви Різдва Пресвятої Богородиці (1586) у селі Горайцю, що знаходяться у Любачівському повіті Підкарпатського воєводства.За легендою дерево для будівництва церкви привезли під гору Дубник, але зранку їх віднайшли на горі, звідки їх звезли донизу. Так повторялось декілька разів і зрештою церкву збудували на горі.

### Василіянський монастир в Улючі
В 1570 р. поруч із церквою заклали монастир василіан. Монастир оточували два ряди оборонних мурів з двома брамами у дерев'яних вежах. Під час одного з ремонтів церкви наметовий дах замінили восьмибічним куполом. Інтер'єр церкви розписав Стефан Дженгалович (1682—1683), який виконав іконостас разом з Михайлом Лішецьким. Розписи з сценами Мук Господніх збереглись на північній стіні. В 1691 р. монастир у складі Перемишльської єпархії приступив до Унії. Ігумен монастиря о. Теофіл був присутній на соборі в Перемишлі 1694 р. 1739 р. монастир приєднався до новоутвореної василіянської Провінції Покрови Пресвятої Богородиці. 1744 р. обитель була закрита, все монастирське майно перенесені до Добромильського монастиря, а церква стала парафіяльною.

### Новітня історія храму
У 1930-х роках згоріла одна з веж, а другу розібрали 1947 року та здерли металеве покриття з церкви. Після виселення українців в ході акції «Вісла» церква була закинута. При ремонті 1960-х років частину конструктивних елементів замінили новими без їхнього детального повторення, а іконостас перевезли до музею в Сяноку, до експозиції якого вона тепер належить. На прицерковному цвинтарі 1990 встановили меморіальну дошку Михайлу Вербицькому, автору гімну України. Церква лежить на так званому Шляху Дерев'яної Архітектури.